# Ho Chi Minh City Police FC
El Ho Chi Minh City Police FC (en vietnamita: Công An Thành Phô Hồ Chí Minh) fue un equipo de fútbol de Vietnam que jugó en la V-League, la liga de fútbol más importante del país.

## Historia
Fue fundado en el año 1975 en la ciudad de Ho Chi Minh City con el nombre Cong An y es el equipo que representa a la Policía de Vietnam, aunque han tenido varios nombres a lo largo de su historia, los cuales han sido:
- 1975/2000 : Cong An Ho Chi Minh
- 2001/2002 : Ngân Hàng Dông A

Fue un de los equipos fundadores de la V-League en 1980 luego de la Reunificación de Vietnam y han sido campeones de la V-League en 1995, aunque no juegan en la máxima categoría desde la temporada 2004.
En 1998 jugaron un partido amistoso ante el equipo semiprofesional San Francisco Bay Seals con triunfo de 3-1, siendo la primera visita de un equipo de fútbol de los Estados Unidos a suelo vietnamita luego de la guerra de Vietnam.
A nivel internacional han participado en 2 torneos continentales, en los cuales nunca han superado una ronda.
El club desaparecío en 2002 luego de que le vendieran la licencia de competición al Dong A Bank y naciera el Vissai Ninh Bình FC.

## Palmarés
- V-League: 1

1995
- Copa de Vietnam: 2

1998, 2001

## Participación en competiciones de la AFC
| Temporada | Torneo                 | Ronda | Club                       | Resultado |
| --------- | ---------------------- | ----- | -------------------------- | --------- |
| 2000      | Copa de Clubes de Asia | 1     | Suwon Samsung Bluewings FC | 1-1, 0-6  |
| 2001/02   | Recopa de la AFC       | 2     | Chongqing Longxin          | 0-1, 1-8  |